# Profeta, vidente e revelador
Profeta, vidente e revelador é um título eclesiástico na hierarquia da A Igreja de Jesus Cristo dos Santos dos Últimos Dias, que atualmente é aplicado aos membros da Primeira Presidência e do Quórum dos Doze Apóstolos. O termo "profeta, vidente, e revelador" é compreendido pela igreja, como um profeta no sentido de ensinar o conhecimento existente, um vidente no sentido de reconhecimento do conhecimento oculto, e um revelador para fins de anunciar novos conhecimentos. O título deriva de revelações de Joseph Smith, profeta e o fundador do Movimento dos Santos dos Últimos Dias e profeta restaurador de A Igreja de Jesus Cristo dos Santos dos Últimos Dias. Em 1836, um ano após a criação do Quórum dos Doze Apóstolos, ele estipulou que os membros do Quórum da Primeira Presidência devem ser considerados pela Igreja como profeta, vidente e revelador. No passado, o título foi também foi aplicado ao Patriarca Presidente da Igreja e ao Presidente Assistente da Igreja.